# An Sinh, Kinh Môn
An Sinh là một phường thuộc thị xã Kinh Môn, tỉnh Hải Dương, Việt Nam.

## Địa lý
Phường An Sinh có vị trí địa lý:
- Phía đông giáp phường Hiệp Sơn
- Phía tây giáp xã Hiệp Hòa, Kinh Môn
- Phía nam giáp xã Thượng Quận và phường An Phụ
- Phía bắc giáp phường Phạm Thái.

Phường có diện tích 5,41 km², dân số năm 2018 là 5.821 người, mật độ dân số đạt 1.076 người/km².

## Lịch sử
Trước đây xã An Sinh có diện tích 5,32 km², dân số năm 1999 là 4862 người, mật độ dân số đạt 914 người/km².
Ngày 11 tháng 9 năm 2019, Ủy ban Thường vụ Quốc hội ban hành Nghị quyết số 768/NQ-UBTVQH14 (nghị quyết có hiệu lực từ ngày 1 tháng 11 năm 2019). Theo đó, chuyển huyện Kinh Môn thành thị xã Kinh Môn và thành lập phường An Sinh trên cơ sở toàn bộ 5,41 km² diện tích tự nhiên và 5.821 người của xã An Sinh.